# Curling en los Juegos Olímpicos
El curling en los Juegos Olímpicos se realizó por primera vez en Chamonix 1924 con un torneo masculino, pero no fue incluido en el programa oficial de las ediciones posteriores. En 1998 fue nuevamente introducido para los Juegos Olímpicos de Nagano 1998 con dos torneos, el masculino y el femenino. En la edición de 2018 fue agregado el torneo mixto doble.
Tras el Campeonato Mundial, es la máxima competición internacional de curling. Es organizado por el Comité Olímpico Internacional (COI), junto con la Federación Mundial de Curling (WCF).

## Ediciones
| Núm. | Año       | Sede                       | Instalación                     |
| ---- | --------- | -------------------------- | ------------------------------- |
| I    | 1924      | Chamonix ( Francia)        | Estadio Olímpico                |
| —    | 1928–1994 | No realizado               | No realizado                    |
| II   | 1998      | Nagano ( Japón)            | Kazakoshi Park Arena            |
| III  | 2002      | Ogden ( Estados Unidos)    | The Ice Sheet                   |
| IV   | 2006      | Pinerolo ( Italia)         | Pinerolo Palaghiaccio           |
| V    | 2010      | Vancouver ( Canadá)        | Centro Olímpico                 |
| VI   | 2014      | Sochi ( Rusia)             | Centro de Curling Cubo de Hielo |
| VII  | 2018      | Gangneung ( Corea del Sur) | Centro de Curling               |
| VIII | 2022      | Pekín ( China)             | Centro Acuático Nacional        |

## Palmarés

### Masculino
| Núm. | Sede                | Oro            | Plata       | Bronce         |
| ---- | ------------------- | -------------- | ----------- | -------------- |
| I    | Chamonix 1924       | Reino Unido    | Suecia      | Francia        |
| II   | Nagano 1998         | Suiza          | Canadá      | Noruega        |
| III  | Salt Lake City 2002 | Noruega        | Canadá      | Suiza          |
| IV   | Turín 2006          | Canadá         | Finlandia   | Estados Unidos |
| V    | Vancouver 2010      | Canadá         | Noruega     | Suiza          |
| VI   | Sochi 2014          | Canadá         | Reino Unido | Suecia         |
| VII  | Pyeongchang 2018    | Estados Unidos | Suecia      | Suiza          |
| VIII | Pekín 2022          | Suecia         | Reino Unido | Canadá         |

### Femenino
| Núm. | Sede                | Oro          | Plata         | Bronce                  |
| ---- | ------------------- | ------------ | ------------- | ----------------------- |
| I    | Chamonix 1924       | No realizado | No realizado  | No realizado            |
| II   | Nagano 1998         | Canadá       | Dinamarca     | Suecia                  |
| III  | Salt Lake City 2002 | Reino Unido  | Suiza         | Canadá                  |
| IV   | Turín 2006          | Suecia       | Suiza         | Canadá                  |
| V    | Vancouver 2010      | Suecia       | Canadá        | República Popular China |
| VI   | Sochi 2014          | Canadá       | Suecia        | Reino Unido             |
| VII  | Pyeongchang 2018    | Suecia       | Corea del Sur | Japón                   |
| VIII | Pekín 2022          | Reino Unido  | Japón         | Suecia                  |

### Mixto doble
| Núm. | Sede             | Oro          | Plata        | Bronce       |
| ---- | ---------------- | ------------ | ------------ | ------------ |
| I–VI | —                | No realizado | No realizado | No realizado |
| VII  | Pyeongchang 2018 | Canadá       | Suiza        | Noruega      |
| VIII | Pekín 2022       | Italia       | Noruega      | Suecia       |

## Medallero histórico
- Actualizado hasta Pekín 2022.

| Núm. | País                    | Oro | Plata | Bronce | Total |
| ---- | ----------------------- | --- | ----- | ------ | ----- |
| 1    | Canadá                  | 6   | 3     | 3      | 12    |
| 2    | Suecia                  | 4   | 3     | 4      | 11    |
| 3    | Reino Unido             | 3   | 2     | 1      | 6     |
| 4    | Suiza                   | 1   | 3     | 3      | 7     |
| 5    | Noruega                 | 1   | 2     | 2      | 5     |
| 6    | Estados Unidos          | 1   | 0     | 1      | 2     |
| 7    | Italia                  | 1   | 0     | 0      | 1     |
| 8    | Japón                   | 0   | 1     | 1      | 2     |
| 9    | Dinamarca               | 0   | 1     | 0      | 1     |
| 9    | Corea del Sur           | 0   | 1     | 0      | 1     |
| 9    | Finlandia               | 0   | 1     | 0      | 1     |
| 12   | República Popular China | 0   | 0     | 1      | 1     |
| 12   | Francia                 | 0   | 0     | 1      | 1     |
|      | TOTAL                   | 17  | 17    | 17     | 45    |